# Lijst van voetbalinterlands Kameroen - Nederland (mannen)
Deze lijst van voetbalinterlands is een overzicht van alle officiële voetbalwedstrijden tussen de nationale teams van Kameroen en Nederland. De landen hebben tot op heden drie keer tegen elkaar gespeeld. De eerste ontmoeting was een vriendschappelijke wedstrijd op 27 mei 1998 in Arnhem. Voor beide teams was dit een oefenwedstrijd in de voorbereiding op het Wereldkampioenschap voetbal 1998. Het laatste duel was in Kaapstad (Zuid-Afrika) op 24 juni 2010, een groepswedstrijd tijdens het Wereldkampioenschap voetbal 2010.

## Wedstrijden
| № | № Int NED | Plaats    | Datum        | Competitie        | Wedstrijd            | Uitslag |
| - | --------- | --------- | ------------ | ----------------- | -------------------- | ------- |
| 1 | 544       | Arnhem    | 27 mei 1998  | Vriendschappelijk | Nederland – Kameroen | 0 – 0   |
| 2 | 637       | Rotterdam | 27 mei 2006  | Vriendschappelijk | Nederland – Kameroen | 1 – 0   |
| 3 | 694       | Kaapstad  | 24 juni 2010 | WK 2010           | Kameroen − Nederland | 1 – 2   |

## Samenvatting
| Competitie        | Totaal gespeeld | Winst Kameroen | Gelijk | Winst Nederland | Doelsaldo Kameroen – Nederland |
| ----------------- | --------------- | -------------- | ------ | --------------- | ------------------------------ |
| WK-eindronde      | 1               | 0              | 0      | 1               | 1 − 2                          |
| Vriendschappelijk | 2               | 0              | 1      | 1               | 0 − 1                          |
| Totaal            | 3               | 0              | 1      | 2               | 1 − 3                          |

Wedstrijden bepaald door strafschoppen worden, in lijn met de FIFA, als een gelijkspel gerekend.

## Details

### Eerste ontmoeting
| Vriendschappelijk (Arnhem, Nederland, 27 mei 1998): |              | |
| Nederland | 0 – 0        | Kameroen |
| | goals        | |
| Guus Hiddink | bondscoach   | Claude Le Roy |
| Edwin van der Sar Michael Reiziger Jaap Stam Frank de Boer Arthur Numan Clarence Seedorf Edgar Davids 71' Phillip Cocu Marc Overmars 61' Ronald de Boer Patrick Kluivert 61' | opstellingen | Jacques Songo'o Raymond Kalla Rigobert Song Pierre Njanka Pierre Womé 46' Salomon Olembé Augustine Simo 90' Joseph Ndo 46' Samuel Ipoua 67' François Omam-Biyik Patrick Mboma |
| Jimmy Floyd Hasselbaink 61' Aron Winter 61' Boudewijn Zenden 71' | wissels      | 46' 86' Joseph Désiré Job 46' Didier Angibeaud 67' Alphonse Tchami 86' Samuel Eto'o 90' Marcel Mahouvé                                                                        |
| Edgar Davids 19' | gele kaarten | 45' Pierre Womé 55' Didier Angibeaud |
| - Debuut van Jimmy Floyd Hasselbaink (Leeds United) voor Nederland. |              | |

### Tweede ontmoeting
| Vriendschappelijk (Rotterdam, Nederland, 27 mei 2006): |       |          |
| Nederland                                              | 1 – 0 | Kameroen |
| Ruud van Nistelrooij 23'                               | goals |          |

### Derde ontmoeting
| WK 2010 (Kaapstad, Zuid-Afrika, 24 juni 2010): |              | |
| Kameroen | 1 – 2        | Nederland |
| Samuel Eto'o 65' (pen.) | goals        | 36' Robin van Persie 83' Klaas-Jan Huntelaar |
| Paul Le Guen | bondscoach   | Bert van Marwijk |
| Hamidou Souleymanou Benoît Assou-Ekotto Nicolas Nkoulou 73' Landry N'Guémo Geremi Samuel Eto'o Jean Makoun Gaëtan Bong 56' Eric Choupo Moting 72' Aurélien Chedjou Stéphane M'Bia | opstellingen | Maarten Stekelenburg Khalid Boulahrouz John Heitinga Joris Mathijsen Giovanni van Bronckhorst Mark van Bommel 66' Dirk Kuijt Nigel de Jong 59' Robin van Persie Wesley Sneijder 73' Rafael van der Vaart |
| Vincent Aboubakar 56' Mohamadou Idrissou 72' Rigobert Song 73' | wissels      | 59' Klaas-Jan Huntelaar 66' Eljero Elia 73' Arjen Robben |
| Nicolas Nkoulou 25' Stéphane M'Bia 81' | gele kaarten | 17' Dirk Kuijt 65' Rafael van der Vaart 70' Giovanni van Bronckhorst |

FCF · A-internationals · Selecties · Bondscoaches · Statistieken · Kameroens vrouwenelftal · Kameroen U21 · Kameroen U20 · Kameroen U19 · Kameroen U18 · Kameroen U17
1960 – 1969 · 
1970 – 1979 · 
1980 – 1989 · 
1990 – 1999 · 
2000 – 2009 · 
2010 – 2019 ·
2020 − 2029
CC 2001 · 
CC 2003
WK 1982 · 
WK 1990 · 
WK 1994 · 
WK 1998 · 
WK 2002 · 
WK 2010 · 
WK 2014 ·
WK 2022
OS 1984 · 
OS 2000 · 
OS 2008
1961 · 
1960 · 
1961 · 
1962 · 
1963 · 
1964 · 
1965 · 
1966 · 
1967 · 
1968 · 
1969 · 
1970 · 
1971 · 
1972 · 
1973 · 
1974 · 
1975 · 
1976 · 
1977 · 
1978 · 
1979 · 
1980 · 
1981 · 
1982 · 
1983 · 
1984 · 
1985 · 
1986 · 
1987 · 
1988 · 
1989 · 
1990 · 
1991 · 
1992 · 
1993 · 
1994 · 
1995 · 
1996 · 
1997 · 
1998 · 
1999 · 
2000 · 
2001 · 
2002 · 
2003 · 
2004 · 
2005 · 
2006 · 
2007 · 
2008 · 
2009 · 
2010 · 
2011 · 
2012 · 
2013 ·
2014 ·
2015 ·
2016 ·
2017 ·
2018 ·
2019 ·
2020 ·
2021 ·
2022
Albanië ·
Algerije ·
Angola ·
Argentinië ·
Australië ·
Benin ·
Bolivia ·
Brazilië ·
Bulgarije ·
Burkina Faso ·
Burundi ·
Canada ·
Centraal-Afrikaanse Republiek ·
Chili ·
Colombia ·
Comoren ·
Congo-Brazzaville ·
Congo-Kinshasa ·
Costa Rica ·
Cuba ·
Denemarken ·
Duitsland ·
Egypte ·
Engeland ·
Equatoriaal-Guinea ·
Eritrea ·
Ethiopië ·
Finland ·
Frankrijk ·
Gabon ·
Gambia ·
Georgië ·
Ghana ·
Griekenland ·
Guinee ·
Guinee-Bissau ·
Ierland ·
India ·
Indonesië ·
Iran ·
Italië ·
Ivoorkust ·
Jamaica ·
Japan ·
Kaapverdië ·
Kenia ·
Koeweit ·
Kroatië ·
Lesotho ·
Liberia ·
Libië ·
Luxemburg ·
Madagaskar ·
Malawi ·
Mali ·
Marokko ·
Mauritanië ·
Mauritius ·
Mexico ·
Moldavië · 
Mozambique ·
Namibië ·
Nederland ·
Niger ·
Nigeria ·
Noord-Macedonië ·
Noorwegen ·
Oeganda ·
Oekraïne ·
Oezbekistan ·
Oostenrijk ·
Panama ·
Paraguay ·
Peru ·
Polen ·
Portugal ·
Roemenië ·
Rusland ·
Rwanda ·
Saoedi-Arabië ·
Sao Tomé en Principe ·
Senegal ·
Servië ·
Sierra Leone ·
Slowakije ·
Soedan ·
Somalië ·
Sovjet-Unie ·
Swaziland ·
Tanzania ·
Thailand · 
Togo ·
Tsjaad ·
Tunesië ·
Turkije ·
Verenigde Staten ·
Zambia ·
Zimbabwe ·
Zuid-Afrika ·
Zuid-Korea ·
Zuid-Soedan ·
Zweden ·
Zwitserland
Brazilië (2014) · 
Brazilië (2022) · 
Denemarken (2010) · 
Egypte (2017) ·
Frankrijk (2003) · 
Italië (1982) · 
Japan (2010) · 
Kroatië (2014) · 
Mexico (2014) ·
Nederland (2010) · 
Peru (1982) · 
Polen (1982) · 
Servië (2022)
KNVB ·
A-internationals ·
Bondscoaches (m) ·
Topscorers ·
Nederlands vrouwenelftal ·
Bondscoaches (v) ·
Nederland B ·
Olympisch elftal ·
Jong Oranje ·
Nederland –20 ·
Nederland –19 ·
Nederland –18 ·
Nederland –17 ·
Nederland –16 ·
Nederland –15 ·
Nederlands amateurelftal ·
Nederlands zaterdagelftal ·
Jong OranjeLeeuwinnen ·
Vrouwen –20 ·
Vrouwen –19 ·
Vrouwen –18 ·
Vrouwen –17 ·
Vrouwen –16 ·
Vrouwen –15 ·
Militair mannenelftal ·
Militair vrouwenelftal ·
Strandteam ·
Vrouwen Strandteam ·
Futsalteam ·
Vrouwen Futsalteam

EK-wedstrijden ·
WK-wedstrijden ·
Resultaten kwalificaties en eindronden ·
Nederland B-wedstrijden ·
Officieuze wedstrijden ·
EK-wedstrijden vrouwen ·
WK-wedstrijden vrouwen ·
Resultaten vrouwen kwalificaties en eindronden
1905 – 1919 ·
1920 – 1929 ·
1930 – 1939 ·
1940 – 1949 ·
1950 – 1959 ·
1960 – 1969 ·
1970 – 1979 ·
1980 – 1989 ·
1990 – 1999 ·
2000 – 2009 ·
2010 – 2019 ·
2020 – 2029
2015 ·
2016 ·
2017 ·
2018 ·
2019 ·
2020 ·
2021 · 
2022
EK's: 1976 · 
1980 · 
1988 · 
1992 · 
1996 · 
2000 · 
2004 · 
2008 · 
2012 · 
2020 · 
2024
WK's: 1934 · 
1938 · 
1974 · 
1978 · 
1990 · 
1994 · 
1998 · 
2006 · 
2010 · 
2014 · 
2022
OS: 1908 ·
1912 ·
1920 ·
1924 ·
1928 ·
1948 ·
1952 ·
2008
Albanië ·
Andorra ·
Argentinië ·
Armenië ·
Australië ·
België ·
Bosnië en Herzegovina ·
Brazilië ·
Bulgarije ·
Canada ·
Chili ·
China ·
Colombia ·
Costa Rica ·
Curaçao ·
Cyprus ·
DDR ·
Denemarken ·
Duitsland ·
Ecuador ·
Egypte ·
Engeland ·
Estland ·
Faeröer ·
Finland ·
Frankrijk ·
GOS · 
Georgië ·
Ghana ·
Gibraltar ·
Griekenland ·
Hongarije ·
Ierland ·
IJsland ·
Indonesië ·
Iran ·
Israël ·
Italië ·
Ivoorkust ·
Japan ·
Joegoslavië ·
Kameroen ·
Kazachstan ·
Kroatië ·
Letland ·
Liechtenstein ·
Luxemburg ·
Malta ·
Marokko ·
Mexico ·
Moldavië ·
Montenegro ·
Nederlandse Antillen ·
Nigeria ·
Noord-Ierland ·
Noord-Macedonië ·
Noorwegen ·
Oekraïne ·
Oostenrijk ·
Paraguay ·
Peru ·
Polen ·
Portugal ·
Qatar ·
Roemenië ·
Rusland ·
Saarland ·
San Marino ·
Saoedi-Arabië ·
Schotland ·
Senegal ·
Servië en Montenegro ·
Slovenië ·
Slowakije ·
Sovjet-Unie ·
Spanje ·
Suriname ·
Thailand ·
Tsjechië ·
Tsjecho-Slowakije ·
Tunesië ·
Turkije ·
Uruguay ·
Verenigd Koninkrijk ·
Verenigde Staten ·
Wales ·
Wit-Rusland ·
Zuid-Afrika ·
Zuid-Korea ·
Zweden ·
Zwitserland
Argentinië (1978) ·
Argentinië (2006) ·
Argentinië (2014) ·
Argentinië (2022) ·
Australië (2014) ·
Brazilië (2014) ·
Chili (2014) · 
Costa Rica (2014) ·
Denemarken (2010) ·
Denemarken (2012) ·
Duitsland (2012) · 
Ecuador (2022) · 
Frankrijk (2008) ·
Italië (2008) ·
Ivoorkust (2006) ·
Japan (2010) ·
Kameroen (2010) ·
Mexico (2014) · 
Noord-Macedonië (2021) · 
Oekraïne (2021) · 
Oostenrijk (2021) · 
Portugal (2006) ·
Portugal (2012) ·
Portugal (2019) ·
Qatar (2022) ·
Roemenië (2008) ·
Rusland (2008) ·
San Marino (2011) ·
Senegal (2022) ·
Servië en Montenegro (2006) ·
Sovjet-Unie (1988) ·
Spanje (2010) ·
Spanje (2014) ·
Tsjechië (2021) · 
Uruguay (2010) ·
Verenigde Staten (2022) · 
West-Duitsland (1974)